# Jouac
Jouac ist eine Gemeinde mit 189 Einwohnern (Stand 1. Januar 2022) in Frankreich. Sie gehört zur Region Nouvelle-Aquitaine, zum Département Haute-Vienne, zum Arrondissement Bellac und zum Kanton Châteauponsac. Sie grenzt im Norden an Bonneuil, im Nordosten an Beaulieu, im Osten an Cromac, im Süden an Saint-Léger-Magnazeix, im Südwesten an Lussac-les-Églises und im Westen an Saint-Martin-le-Mault. Die Ortschaft liegt im Durchschnitt auf 200 Metern über dem Meer und wird von der Benaize durchquert. Die Bewohner nennen sich Jouacais oder Jouacaises.

## Bevölkerungsentwicklung
| Jahr      | 1962 | 1968 | 1975 | 1982 | 1990 | 1999 | 2008 | 2013 |
| --------- | ---- | ---- | ---- | ---- | ---- | ---- | ---- | ---- |
| Einwohner | 404  | 402  | 341  | 311  | 224  | 206  | 208  | 192  |